# نظائر الجرمانيوم

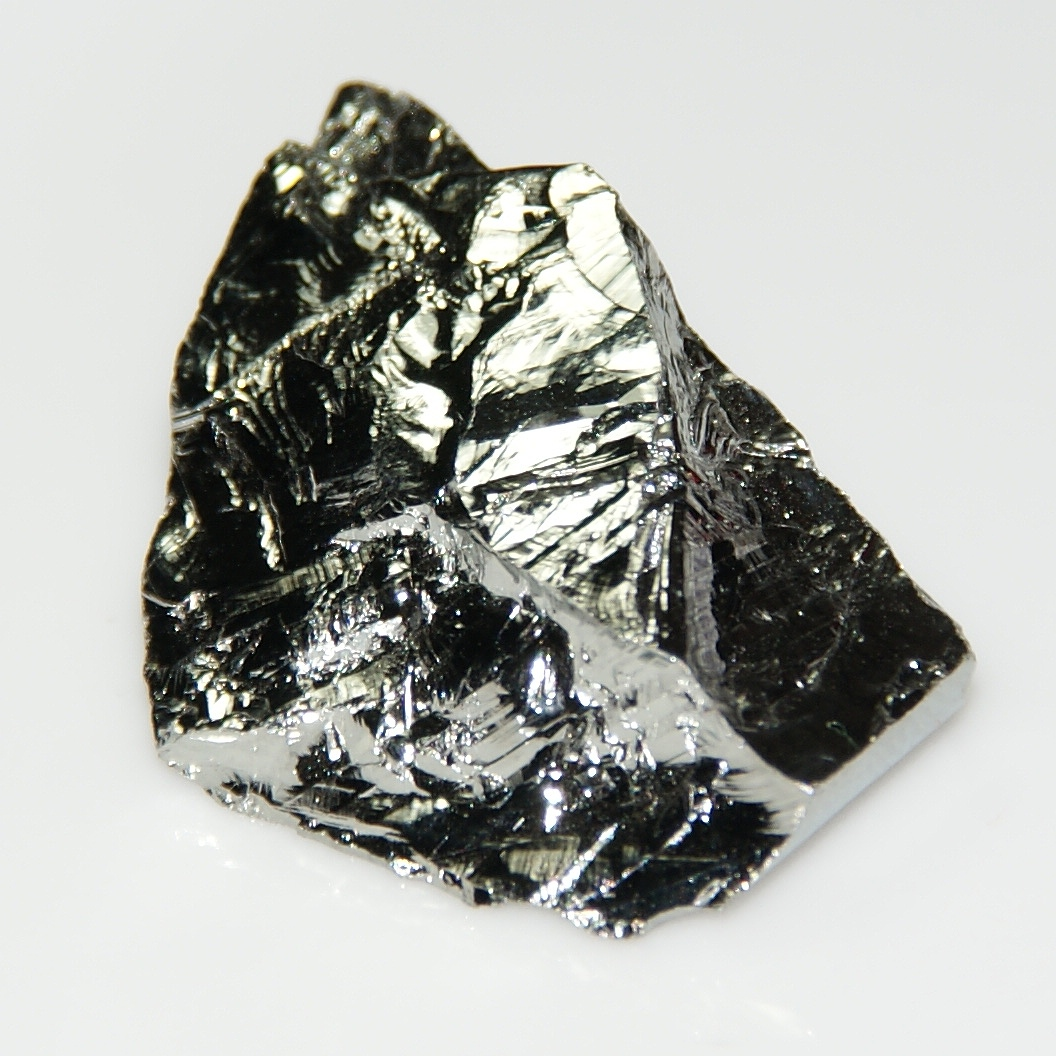
12 جرام من الجرمانيوم متعدد البلورات، 2*3 سم.

يوجد هنالك خمسة نظائر طبيعية لعنصر للجرمانيوم وهي: جرمانيوم-70 70Ge، وجرمانيوم-72 72Ge، وجرمانيوم-73 73Ge، وجرمانيوم-74 74Ge، وجرمانيوم-76 76Ge.
يعدّ النظير 74Ge أكثر نظائر الجرمانيوم انتشاراً، فالوفرة الطبيعية له مقدارها حوالي 36%؛ بالمقابل، فإنّ النظير 76Ge أقلّها وفرةً بنسبة 7%. للنظير الأخير المذكور جرمانيوم-76 76Ge نشاط إشعاعي طفيف، إذ يضمحلّ وفق اضمحلال بيتا المضاعف بعمر نصف مقداره 1.78×1021 سنة. يؤدّي قذف النظير 72Ge بجسيمات ألفا إلى الحصول على نظير السيلينيوم 77Se، وتحرّر هذه العملية إلكترونات مرتفعة الطاقة؛ ولهذا السبب فإنّه يستخدَم إلى جانب الرادون من أجل البطّاريات الذرية.
هناك 27 نظيراً مشعّاً للجرمانيوم على الأقلّ، وتتراوح كتلها الذرّية من 58 إلى 89؛ أكثرها استقراراً النظير 68Ge، والذي يضمحلّ وفق عملية التقاط إلكترون بعمر نصف يقارب 271 يوماً؛ أمّا أقلّها استقراراً هو النظير 60Ge بعمر نصف مقداره 30 ملي ثانية. تضمحلّ أغلب نظائر الجرمانيوم المشعّة وفق اضمحلال بيتا ؛ في حين أنّ النظيرَين 84Ge و87Ge يضمحلّان وفق عملية انبعاث البوزيترون وكذلك وفق انبعاث النيوترون.